# Virus de l'immunodéficience féline
Lentivirus felimdef
Pour les articles homonymes, voir VIF et FIV.
Espèce
Le virus de l'immunodéficience féline (VIF ou FIV, de l'anglais feline immunodeficiency virus), dont le nom scientifique depuis 2023 est Lentivirus felimdef, est un virus qui cause le syndrome d'immunodéficience acquise, une maladie virale grave qui atteint les félins et notamment le chat. Il s'agit d'un lentivirus (sous-groupe des rétrovirus, proche du VIH).

## Histoire
L'identification du virus responsable du syndrome d'immunodéficience félin est rapportée dans un article scientifique publié en 1987.

## Caractéristiques du virus
Quatre sous-types (A, B, C et D) de virus ont été identifiés. 80 % des virus isolés appartiennent aux sous-types A et B. Des recombinaisons entre différents sous-types ont également été observés.

## Transmission
Le virus se transmet entre chats principalement par les morsures, mais également par les rapports sexuels. Il peut aussi être transmis par la mère à ses petits.
Le virus ne survit que quelques heures dans l'environnement.

## Pathogenèse
Le virus de l'immunodéficience féline s'attaque aux cellules immunitaires que sont les lymphocytes T, les macrophages et les cellules microgliales.

## Recherches
En 2011, une équipe dirigée de la clinique Mayo (Minnesota) insère un gène de macaque rhésus - producteur d'une molécule antivirale - dans des ovules de chattes non encore fécondés. Pour suivre le transfert du gène sous un microscope et certaines lumières, les scientifiques ont ajouté une protéine luminescente issue d'une méduse. À la génération suivante, les chatons brillent sous lumière UV et produisent eux-mêmes la protéine antivirale. Il est alors prévu de réaliser des tests afin de voir si les chats génétiquement modifiés sont vraiment immunisés contre le FIV.

## FIV chez d'autres félins
Le FIV observé chez les félins non domestiques est génétiquement différent du FIV observé chez les animaux domestiques et la transmission interspécifique est très rare. Le virus a été détecté chez le lynx (Lynx rufus) et chez le puma (Puma concolor) en Californie et en Floride.
En Europe, le FIV est signalé pour la première fois en 2016 chez le lynx en Suisse, où un individu capturé dans le canton de Soleure a été reconnu porteur du virus ; au début de 2017, deux individus porteurs également sont capturés dans le canton du Jura, à Saint-Ursanne et à Longeau.